# Donald Byrne
Donald Byrne, född 12 juni 1930 i New York City, New York, död 8 april 1976 i Philadelphia, Pennsylvania, var en amerikansk schackspelare. Han ansågs som en av USA:s bästa schackspelare under 50- och 60-talen. År 1953 vann han U.S. Open Chess Championship. Han förlorade år 1956 mot 13-åriga Bobby Fischer, detta ansågs vara århundrades bästa parti.